# 제42회 대종상
제42회 대종상은 2005년 7월 1일에 열린 시상식이다.

## 수상 및 후보

### 최우수작품상
- 말아톤 - (주)시네라인-투 수상
- 달콤한 인생 - (주)영화사봄
- 역도산 - 싸이더스 픽쳐스
- 주먹이 운다 - 시오필름(주)
- 혈의 누 - (주)좋은영화

### 감독상
- 역도산 - 송해성 수상
- 달콤한 인생 - 김지운
- 인어공주 - 박흥식
- 주먹이 운다 - 류승완
- 혈의 누 - 김대승

### 시나리오상
- 말아톤 - 정윤철, 윤진호, 송예진 수상
- 공공의 적 2 - 김희재
- 인어공주 - 송혜진, 박흥식
- 주먹이 운다 - 전철홍, 류승완
- 혈의 누 - 이원재

### 남우주연상
- 말아톤 - 조승우 수상
- 공공의 적 2 - 설경구
- 달콤한 인생 - 이병헌
- 역도산 - 설경구
- 주먹이 운다 - 류승범

### 여우주연상
- 얼굴 없는 미녀 - 김혜수 수상
- 댄서의 순정 - 문근영
- 말아톤 - 김미숙
- 인어공주 - 전도연
- 주홍글씨 - 이은주

### 남우조연상
- 달콤한 인생 - 황정민 수상
- 공공의 적 2 - 강신일
- 달마야, 서울가자 - 이문식
- 말아톤 - 이기영
- 혈의 누 - 박용우

### 여우조연상
- 주먹이 운다 - 나문희 수상
- 슈퍼스타 감사용 - 김수미
- 인어공주 - 고두심
- 연애술사 - 조미령
- B형 남자친구 - 신이

### 신인남자배우상
- 썸 - 고수 수상
- 늑대의 유혹 - 조한선
- 댄서의 순정 - 박건형
- 안녕, 형아 - 박지빈
- B형 남자친구 - 이동건

### 신인여자배우상
- 늑대의 유혹 - 이청아 수상
- 가족 - 수애
- 귀신이 산다 - 장서희
- 여자, 정혜 - 김지수
- B형 남자친구 - 한지혜

### 신인감독상
- 말아톤 - 정윤철 수상
- 남극일기 - 임필성
- 마파도 - 추창민
- 알 포인트 - 공수창
- 여자, 정혜 - 이윤기

### 촬영상
- 역도산 - 김형구 수상
- 달콤한 인생 - 김지용
- 얼굴 없는 미녀 - 김우형
- 주먹이 운다 - 조용규
- 혈의 누 - 최영환

### 편집상
- 주먹이 운다 - 남나영 수상
- 달콤한 인생 - 최재근
- 역도산 - 박곡지
- 얼굴 없는 미녀 - 이은수
- 혈의 누 - 김상범

### 조명상
- 얼굴 없는 미녀 - 임재영 수상
- 달콤한 인생 - 신상렬
- 역도산 - 이강산
- 얼굴 없는 미녀 - 임재영
- 주먹이 운다 - 정성철
- 혈의 누 - 김성관

### 음악상
- 말아톤 - 김준성 수상
- 늑대의 유혹 - 이훈석
- 달콤한 인생 - 달파란
- 얼굴 없는 미녀 - 장영규
- 주먹이 운다 - 방준석

### 의상상
- 혈의 누 - 정경희 수상
- 댄서의 순정 - 이지영
- 역도산 - 정욱준,이지영,Katsumata Junko
- 얼굴 없는 미녀 - 조상경
- 주홍글씨 - 조윤미

### 미술상
- 혈의 누 - 민언옥 수상
- 달콤한 인생 - 류성희
- 역도산 - 이나가기 히사오
- 얼굴 없는 미녀 - 윤주훈
- 주홍글씨 - 김지수

### 기획상
- 말아톤 - 석명홍 수상
- 그때 그사람들 - 심재명, 신철
- 역도산 - 차승재
- 주먹이 운다 - 임승용, 박재형
- 혈의 누 - 김미희

### 영상기술상
- 달콤한 인생 - DTI(김욱),곽태용(CELL),데몰리션
- 역도산 - 모팩(MoFac studio), 이진영, 홍장표(이펙트스톰)
- 얼굴 없는 미녀 - 정덕영(B.BOX),윤여진(KMFX)
- 주먹이 운다 - 이전형(EON),신주희,장종규, 조성제, 정도안 외(데몰리션)
- 혈의 누 - 한태정(인사이트비주얼), 정도안(데몰리션),신재호(메이지)

### 음향기술상
- 남극일기 - 김영문(라이브), 최태영(라이브존)
- 달콤한 인생 - 김경태, 최태영(라이브존)
- 알 포인트 - 강주석, (주)리드사운드
- 얼굴 없는 미녀 - 이승철, 영화진흥위원회
- 주먹이 운다 - 정군, 김석원(블루캡)

### 한국영화공로상
- 유현목 수상

### 남자인기상
- 말아톤 - 조승우 수상

### 여자인기상
- 댄서의 순정 - 문근영 수상

### 각색상
- 내머리속의 지우개 - 김영하 수상
- 누구나 비밀은 있다 - 김희재
- 바람의 파이터 - 양윤호
- 파송송 계란탁 - 오상훈, 김대진
- 효자동 이발사 - 장민석